# Zayyan ibn Mardanish
Zayyān ibn Mardanish (Onda, ... – Tunisi, 1270) fu l'ultimo re musulmano di Valencia in al-Andalus (Spagna islamica). Nelle cronache cristiane dell'epoca è chiamato Zahen o Cahen.

## Biografia
Zayyān era un discendente di Muhammad ibn Mardanish, signore della regione orientale di al-Andalus all'epoca della conquista almohade, a cui oppose resistenza.
Nel 1229, Zayyān divenne re di Valencia ("Malik Balansiya"), detronizzano il governatore almohade Zayd Abū Zayd e restaurando in questo modo la Ta'ifa di Valencia. Zayd fuggì dalla città, raggiunse il Regno d'Aragona, si convertì al cristianesimo, giurò fedeltà a re Giacomo I e divenne suo vassallo. Il monarca detronizzato fornì a Giacomo I il casus belli che stava cercando da tempo per invadere il territorio di Valencia.
Zayyān comandò personalmente le truppe in varie battaglie in tutta la campagna bellica contro l'Aragona, tra cui l'assedio di Burriana e la battaglia del Puig, dove i musulmani vennero sconfitti. Dopo la battaglia del Puig, Giacomo I, con un esercito formato da soldati provenienti da tutta Europa e con una bolla di papa Gregorio IX che definiva la campagna contro Valencia una crociata, arrivò davanti a Valencia nel 1238, iniziando l'assedio. Zayyān, vedendosi circondato da un così grande esercito, mandò emissari a molti governanti musulmani di al-Andalus e del Maghreb, ma solo il sultano hafside dell'Ifrīqiya, Abu Zakariyya Yahya, rispose all'appello, inviando verso Valencia una flotta che non riuscì nemmeno a sbarcare in città perché gli Aragonesi avevano bruciato il porto. Dopo cinque mesi di assedio Zayyān capì che non c'erano più speranze e iniziò le trattative per la resa.

La città si arrese ufficialmente il 28 settembre 1238.

Negli accordi di capitolazione Giacomo I si impegnava a proteggere i musulmani che avessero voluto rimanere in città, e a permettere di partire a coloro che avessero voluto invece abbandonare la città. 
Zayyān si imbarcò dal porto di Cullera, raggiungendo Tunisi, dove morì nel 1270.